# Pasamontañas

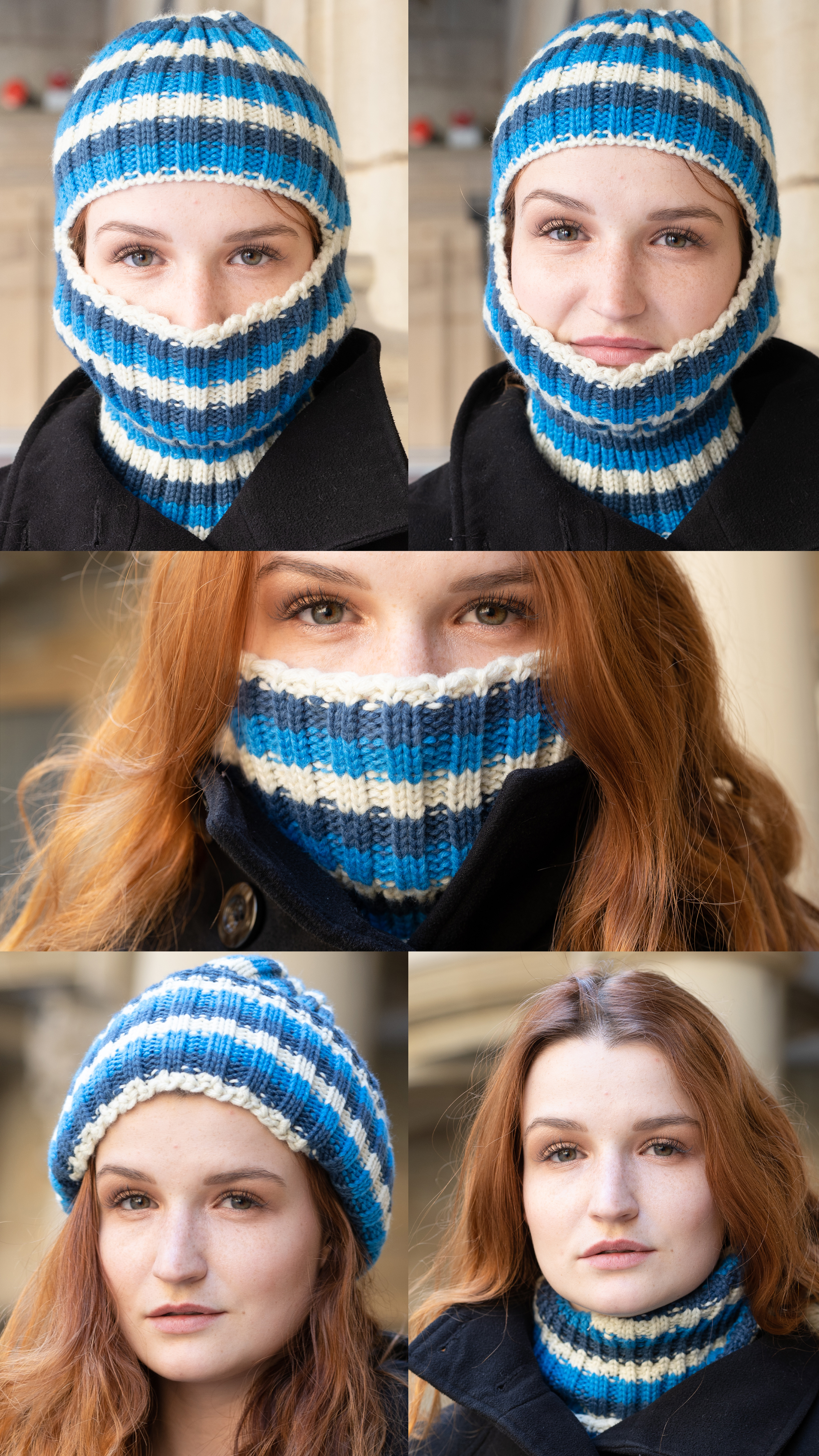
Diferentes formas de llevar un pasamontañas.

El pasamontañas o papahígo es una prenda de vestir que cubre la cabeza y el cuello parcial o totalmente, dejando destapado únicamente el rostro, o la parte superior de este, y en ocasiones solo los ojos. Los pasamontañas modernos pueden estar hechos de diversos materiales tales como: seda, algodón, polipropileno, neopreno o lana. Esta prenda suele emplearse como elemento de protección frente al frío en actividades cotidianas desempeñadas a la intemperie o en deportes de invierno para resguardar a la cara del viento frío y ayudar a retener el calor corporal. Sin embargo, su gama de usos puede ir más allá de las condiciones atmosféricas y presentarse en actividades militares, paramilitares, delincuenciales, terroristas o reivindicativas de diversa índole, en donde prima más su condición de camuflaje, que la de meramente abrigo. También los motoristas pueden llevarlos debajo del casco por razones de comodidad.
Los pasamontañas se asocian a menudo con fuerzas militares especiales (tales como el SAS, los rangers y los GAFE por mencionar algunos) y con organizaciones como el EZLN, así como con asaltantes, guerrilleros, grupos terroristas y activistas, que las usan como forma de disfraz como alternativa al camuflaje militar, así como protección contra granadas en caso de que estén hechas de un material ignífugo, o para mantener su identidad en secreto.
Algunas actividades al aire libre y deportes de invierno en donde se utiliza el pasamontañas son: el esquí, el snowboard, el ciclismo sobre nieve, etcétera. Los participantes en carreras de coches suelen llevar también pasamontañas con material ignífugo por debajo del casco para mejorar su protección contra el fuego que pueda seguir a un accidente, así como cubrir la boca y nariz para evitar inhalar el humo. En el caso de las carreras de aceleración (drag race) los pasamontañas suelen tener dos agujeros pequeños para los ojos y lo demás cubierto debido al gran riesgo de incendio.
Los participantes de airsoft también llevan pasamontañas por debajo del casco para proteger los oídos y el cuello, así como otros puntos vulnerables de la cabeza y la cara.